# Østerby Havn

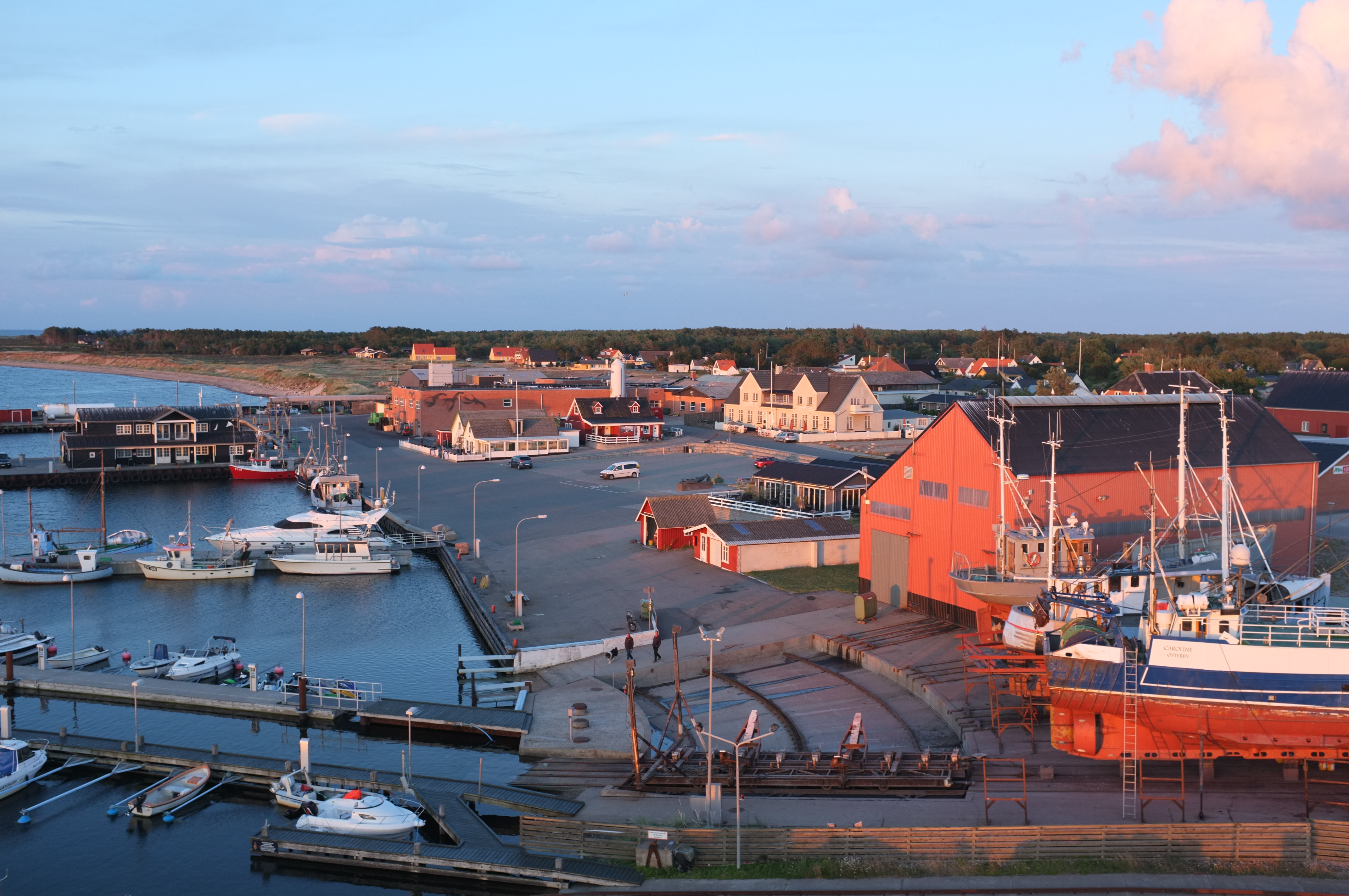
Østerby Havn, med Østerby Skibsværft till höger

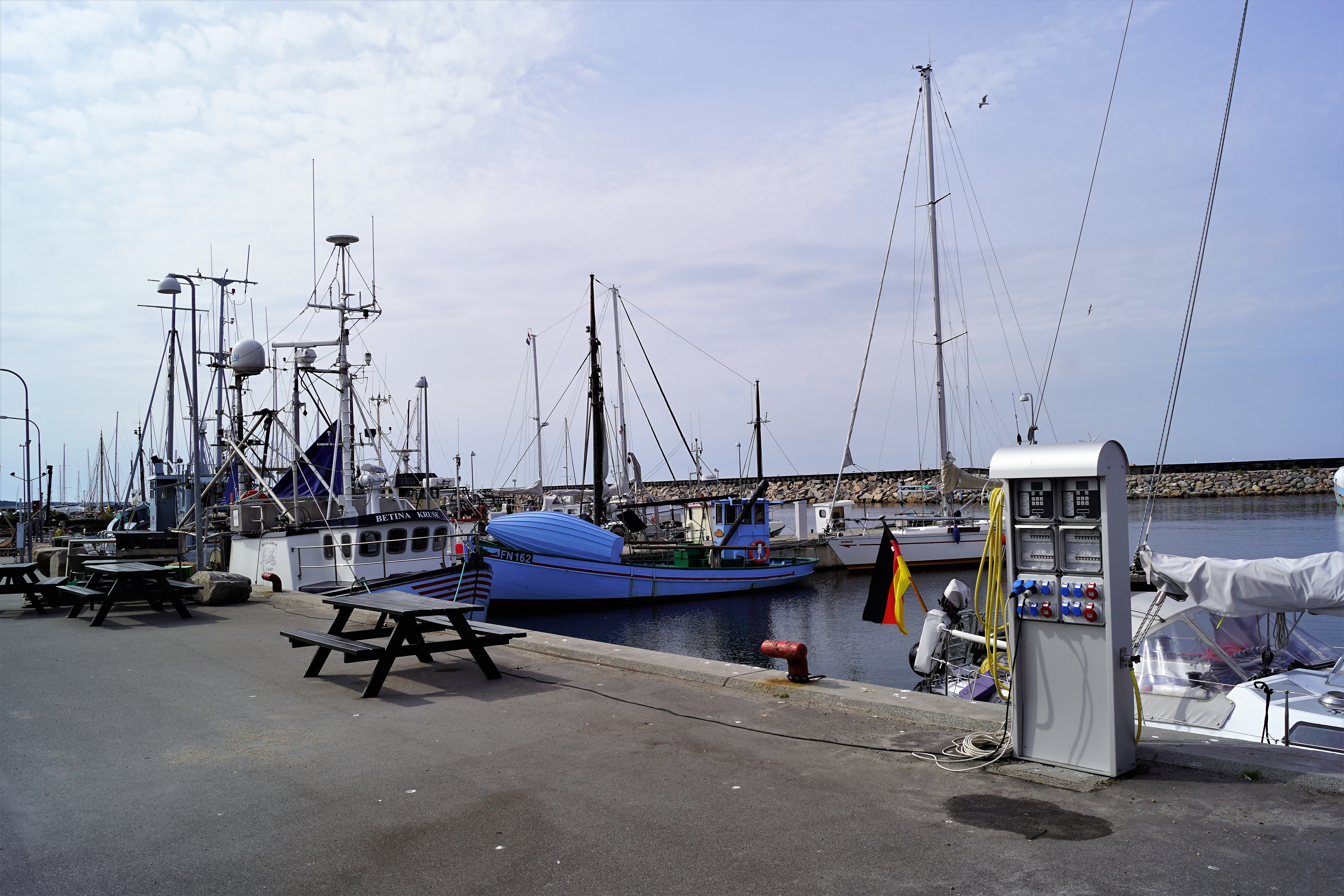
Østerby Havn

Østerby Havn är en dansk ort och hamn på Læsø i Kattegatt.
Læsø har två hamnar: Østerby och Vesterø, vilka bägge är fiskehamnar, där hemfiskarnas fångster landas. Østerby Havn har omkring 20 hemmahörande fiskefartyg. 
Østerby Havns fritidsbåtshamn invigdes 1983 och rymmer 220 båtar.
Orten hade 223 invånare 2023.
Østerby Redningsstation inrättades 1871 av Det Nørrejydske Redningsvæsen som båt- och raketstation. Denna var den första räddningsstationen på Læsø, vilken följdes av Vesterø Redningsstation 1875. 

## Læsø Kunsthal
I Østerby Havn ligger Læsø Kunsthal, som grundades 2012 av det norsk-danska paret Jon Eirik Lundberg och Helene Høie (född 1974) i den ombyggda gamla smedjan. Konsthallens fasta samling inköptes av Jon Eirik Lundberg 2008 och består av omkring 30 skulpturer i järn av Erik Sparre (1936-2008). 
År 2018 invigde Læsø Kunsthal i Østerby Havn den sju meter höga skulpturen Vinduestårnet av Per Kirkeby. Denna skulptur blev Kirkebys sista verk i tegelsten.

## Bildgalleri

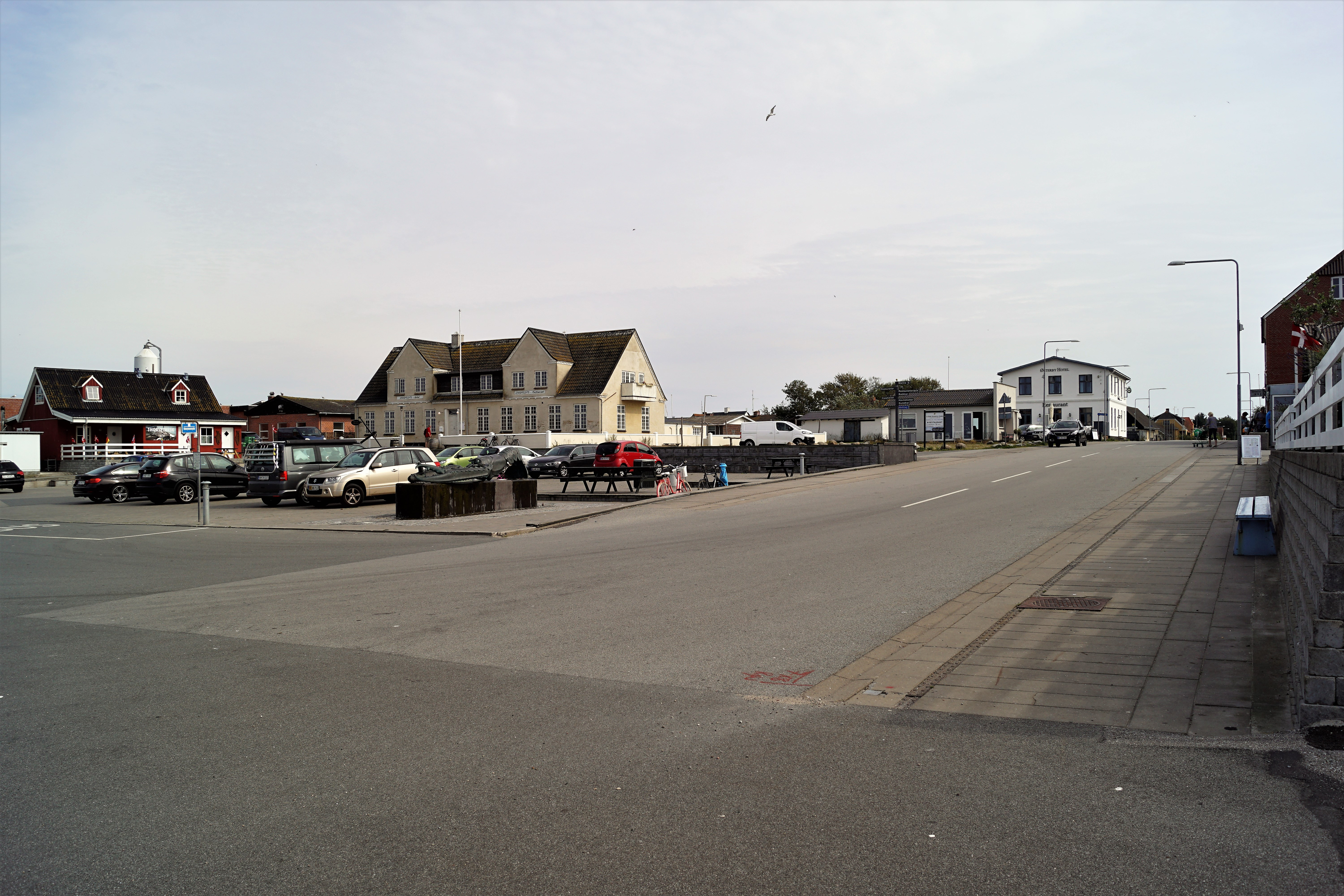
Torget med Lyngfeldts Badehotel
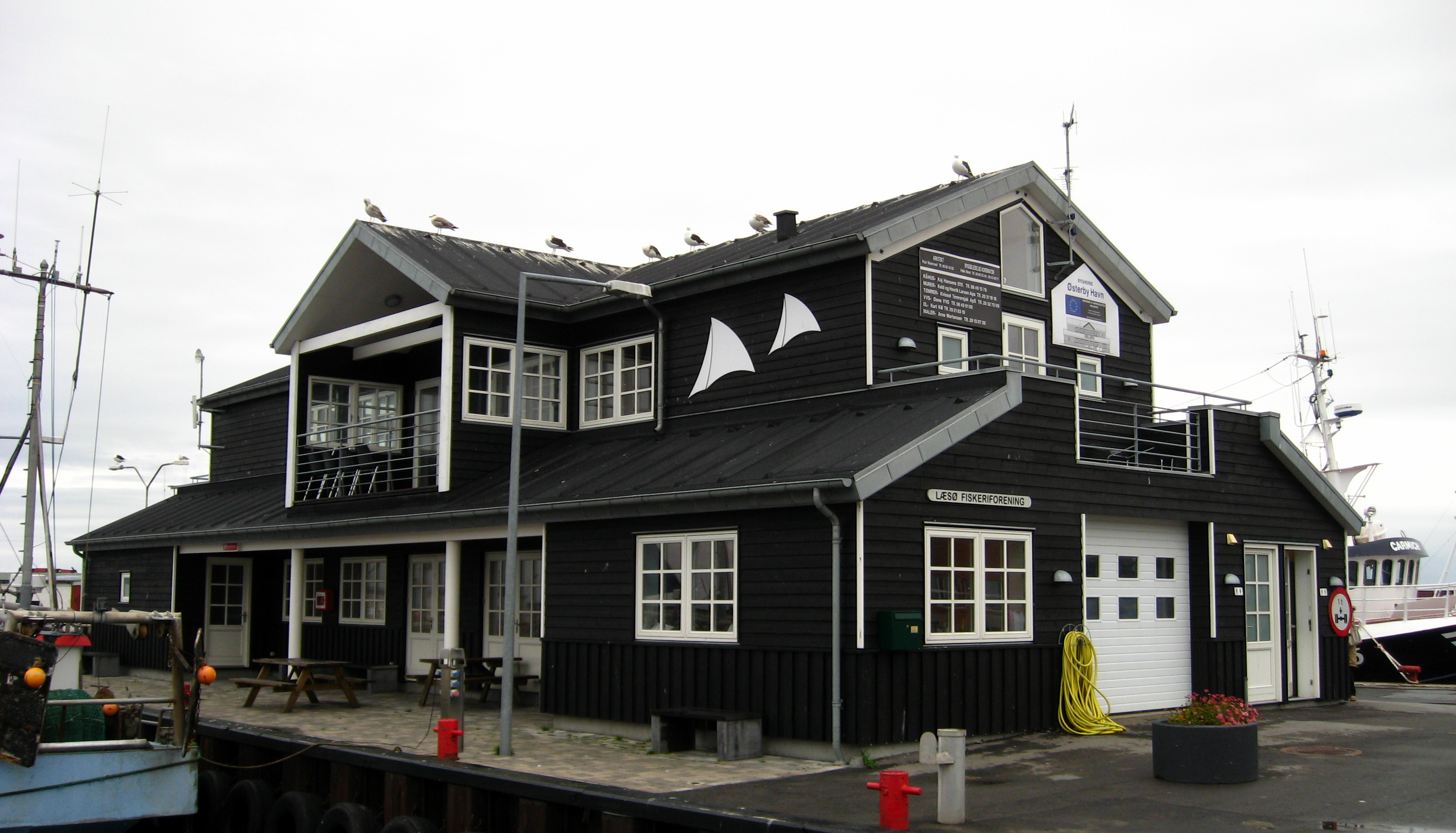
Læsø Fiskeriforening
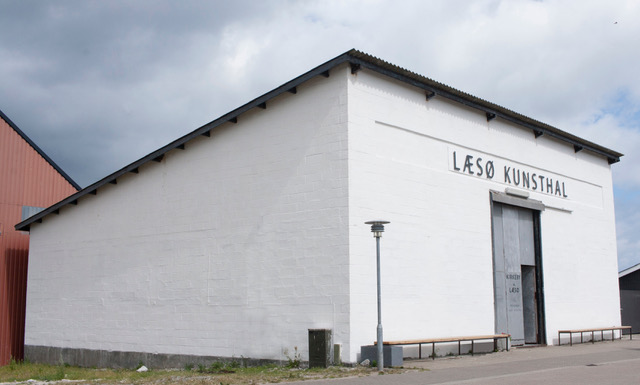
Læsø Kunsthal